# Bashkim Shehu
Bashkim Shehu (ur. 22 czerwca 1955 w Tiranie) – albański pisarz i publicysta, syn Mehmeta Shehu.

## Życiorys
W roku 1979 ukończył studia z zakresu języka i literatury albańskiej na Uniwersytecie Tirańskim. Po studiach podjął pracę scenarzysty filmowego w Studiu Filmowym Nowa Albania (alb. Kinostudio Shqipëria e Re). W 1980 odbyła się premiera filmu, według jego scenariusza – Sketerre '43. Po samobójstwie jego ojca w 1981 usunięto go z pracy i poddano represjom. Skazany za uprawianie „antysocjalistycznej propagandy” na 10 lat więzienia (w 1989 r. zmieniono wyrok na 8 lat więzienia). Po opuszczeniu więzienia, przez kolejne 18 miesięcy był internowany wraz z rodziną. Po upadku komunizmu, w 1991 został uwolniony i powrócił do pracy scenarzysty filmowego.
W 1992 wyjechał do Budapesztu, gdzie podjął studia podyplomowe z zakresu socjologii na Uniwersytecie Budapeszteńskim. Powrócił do Albanii w 1995 i zajął się twórczością pisarską i tłumaczeniem. Tłumaczył na język albański m.in. dzieła Isaiaha Berlina i Erica Hobsbawma.
W latach 1995–1996 współpracował z magazynem kulturalnym AKS, był także jednym z redaktorów albańskiej edycji biuletynu Komitetu Helsińskiego. W czasie zamieszek, które ogarnęły Albanię w 1997 B.Shehu po raz kolejny opuścił Albanię i wyjechał do Hiszpanii. Osiedlił się wówczas w Barcelonie, gdzie do dzisiaj mieszka. Posiada obywatelstwo hiszpańskie. Od 2001 pracuje w tamtejszym Centrum Kultury Współczesnej.
Pierwsze utwory literackie pisał jeszcze pod koniec lat 70. Była wśród nich powieść Retë e detit, której tekst posłużył jako jeden z dowodów w procesie Shehu. Pisać zaczął ponownie po wyjściu z więzienia, w latach 90. Największą popularność przyniosły mu powieści: Rrethi, Udhëkryqi dhe humnerat i Angelus Novus. Wydał także dwa zbiory opowiadań. Jest jednym z najczęściej tłumaczonych współczesnych pisarzy albańskich.
W marcu 2007 przebywał w Polsce biorąc udział w konferencji: Barcelona i Kraków: zmieniające się wizje – wizje zmian. Był tłumaczem Zniewolonego umysłu Czesława Miłosza na język albański.
W 2014 zdobył nagrodę Autora Roku na Targach Książki „Fieri 2014”. Uhonorowano go za książkę Loja, shembja e qiellit.

## Twórczość

### Powieści
- 1995: Rrugëtimi i mbramë i Ago Ymerit (Ostatnia podróż Ago Ymeriego)
- 1996: Gostia
- 2002: Rrethi (Okręg)
- 2003: Orfeu në Zululandën e Re (Orfeusz w Nowej Zululandii)
- 2003: Udhëkryqi dhe humnerat (Skrzyżowanie i przepaście)
- 2005: Angelus Novus
- 2005: Gjarpri dhe heronj të tjerë (Wąż i inni bohaterowie)
- 2009: Mozart, me vonesë (Mozart, z opóźnieniem)
- 2013: Loja, shembja e qiellit (Gra, upadek nieba)
- 2016: Gruaja e shiut
- 2018: Një ditë si Skënderbeu
- 2019: Kronikat e mjegullës
- 2020: Duartrokitësit
- 2023: Dimri i librave
- 2023: Vito
- 2024: Shtëpia e verdhë

### Opowiadania
- 1996: Idhulli prej tymi
- 1998: Letër nga çmendina në vitin 2000
- 2004: Mulliri që gëlltiste shpirtra
- 2006: Hija e gurit (Cień kamienia)

### Inne utwory
- 1994: Vjeshta e ankthit (Jesień strachu, autobiografia)
- 1998: Rrëfim ndanë një varri të zbrazët: ëndërr autobiografike
- 2015: Fjalor udhëzues për misterin e dosjeve (Przewodnik po tajemnicy teczek)

## Tłumaczenia polskie
- Anatomia biblioteki dyktatora, tł. Dorota Horodyska, Krasnogruda 16: 2002/2003.
- 22 lutego 2001. Albania. Kim był Enver Hodża, Gazeta Środkowoeuropejska, Gazeta Wyborcza 21 II 2001.